# The Studio Album Collection
The Studio Album Collection è la terza raccolta del gruppo musicale statunitense Deftones, pubblicata il 7 aprile 2016 dalla Reprise Records.

## Descrizione
Pubblicato a sorpresa, si tratta di un cofanetto digitale comprendente i primi sette album in studio del gruppo: Adrenaline (1995), Around the Fur (1997), White Pony (2000), Deftones (2003), Saturday Night Wrist (2006), Diamond Eyes (2010) e Koi no yokan (2012).

## Tracce
Testi e musiche dei Deftones, eccetto dove indicato.

### Adrenaline
Testi di Camillo Moreno, musiche di Stephen Carpenter, Abe Cunningham, Chi Cheng e Camillo Moreno.
1. Bored – 4:06
2. Minus Blindfold – 4:04
3. One Weak – 4:29
4. Nosebleed – 4:26
5. Lifter – 4:43
6. Root – 3:41
7. 7 Words – 3:44
8. Birthmark – 4:18
9. Engine No. 9 – 3:25
10. Fireal – 6:25

### Around the Fur
1. My Own Summer (Shove It) – 3:36
2. Lhabia – 4:11
3. Mascara – 3:45
4. Around the Fur – 3:32
5. Rickets – 2:43
6. Be Quiet and Drive (Far Away) – 3:58
7. Lotion – 3:58
8. Dai the Flu – 4:37
9. Headup – 5:13 (Deftones, Max Cavalera)
10. MX (Including Hidden Tracks Bong Hit & Damone) – 4:52

### White Pony
1. Back to School (Mini Maggit) – 3:57
2. Feiticeira – 3:09
3. Digital Bath – 4:15
4. Elite – 4:01
5. RX Queen – 4:27
6. Street Carp – 2:41
7. Teenager – 3:20
8. Knife Prty – 4:49
9. Korea – 3:23
10. Passenger – 6:07 (Deftones, Maynard James Keenan)
11. Change (In the House of Flies) – 4:59
12. Pink Maggit – 7:32

### Deftones
1. Hexagram – 4:09
2. Needles and Pins – 3:23
3. Minerva – 4:17
4. Good Morning Beautiful – 3:28
5. Deathblow – 5:28
6. When Girls Telephone Boys – 4:36
7. Battle-Axe – 5:00
8. Lucky You – 4:08 (Deftones, DJ Crook)
9. Bloody Cape – 3:38
10. Anniversary of an Uninteresting Event – 3:57
11. Moana – 5:00

### Saturday Night Wrist
1. Hole in the Earth – 4:11
2. Rapture – 3:25
3. Beware – 6:00
4. Cherry Waves – 5:17
5. Mein – 3:58 (Deftones, Serj Tankian, Shaun Lopez)
6. U, U, D, D, L, R, L, R, A, B, Select, Start – 4:12
7. Xerces – 3:41 (Deftones, Rick Verrett)
8. Rats! Rats! Rats! – 4:00
9. Pink Cellphone – 5:04 (Deftones, Annie Hardy)
10. Combat – 4:46
11. Kimdracula – 3:41
12. Rivière – 3:45

### Diamond Eyes
1. Diamond Eyes – 3:08
2. Royal – 3:33
3. CMND/CTRL – 2:26
4. You've Seen the Butcher – 3:31
5. Beauty School – 4:48
6. Prince – 3:37
7. Rocket Skates – 4:17
8. Sextape – 4:02
9. Risk – 3:39
10. 976-EVIL – 4:33
11. This Place Is Death – 3:49

### Koi no yokan
Testi di Chino Moreno, musiche dei Deftones.
1. Swerve City – 2:44
2. Romantic Dreams – 4:38
3. Leathers – 4:08
4. Poltergeist – 3:31
5. Entombed – 4:59
6. Graphic Nature – 4:31
7. Tempest – 6:05
8. Gauze – 4:41
9. Rosemary – 6:53
10. Goon Squad – 5:39
11. What Happened to You? – 3:53

## Formazione
Gruppo
- Chino Moreno – voce, chitarra (eccetto Adrenaline e Around the Fur)
- Stephen Carpenter – chitarra, effetti sonori (Adrenaline)
- Chi Cheng – basso (eccetto Diamond Eyes e Koi no yokan)
- Sergio Vega – basso (Diamond Eyes e Koi no yokan)
- Frank Delgado – giradischi (Adrenaline: traccia 2), campionatore (eccetto Adrenaline: tracce 1-9 e Around the Fur), effetti sonori (Around the Fur: tracce 1, 4, 8-10), tastiera (eccetto Adrenaline, Around the Fur e White Pony)
- Abe Cunningham – batteria

Altri musicisti
- Max Cavalera – chitarra e voce (Around the Fur: traccia 9)
- Annalynn Cunningham – cori (Around the Fur: traccia 10)
- DJ Crook – programmazione (White Pony)
- Scott Weiland – voce aggiuntiva (White Pony: traccia 5)
- Rodleen Getsic – voce aggiuntiva (White Pony: traccia 6)
- Maynard James Keenan – voce aggiuntiva (White Pony: traccia 10)
- Rey Osburn – voce aggiuntiva (Deftones: traccia 8)
- Greg Wells – input arrangiamenti musicali (Deftones: tracce 1-7 e 9)
- Serj Tankian – voce aggiuntiva (Saturday Night Wrist: traccia 5)
- Annie Hardy – voce aggiuntiva (Saturday Night Wrist: traccia 9)

Produzione
- Deftones – produzione (eccetto Koi no yokan)
- Terry Date – produzione (eccetto Saturday Night Wrist, Diamond Eyes e Koi no yokan), registrazione (Adrenaline, Around the Fur e Deftones), missaggio (Adrenaline, Around the Fur, White Pony e Deftones)
- Ulrich Wild – registrazione (Adrenaline e Around the Fur), missaggio (Around the Fur), ingegneria del suono aggiuntiva (White Pony)
- Tom Smurdy – assistenza missaggio (Adrenaline)
- Ted Jensen – mastering (Adrenaline, Around the Fur, Diamond Eyes e Koi no yokan)
- Matt Bayles – assistenza alla produzione, alla registrazione e al missaggio (Around the Fur)
- Steve Durkee – assistenza alla registrazione e al missaggio (Around the Fur)
- Scott Olson – ingegneria Pro Tools e ingegneria del suono aggiuntiva (White Pony)
- Robert Daniels – assistenza alla registrazione (White Pony)
- Michelle Forbes – tecnica (White Pony)
- Ted Regier – assistenza alla registrazione aggiuntiva e al missaggio (White Pony)
- Jason Schweitzer – assistenza alla registrazione aggiuntiva (White Pony)
- Howie Weinberg – mastering (White Pony e Saturday Night Wrist)
- Pete Roberts – ingegneria Pro Tools e ingegneria del suono aggiuntiva (Deftones)
- Sam Hofstedt – assistenza alla registrazione (Deftones)
- Sean Tallman – assistenza al missaggio (Deftones)
- Bob Ezrin – produzione (Saturday Night Wrist)
- Shaun Lopez – produzione parti vocali e produzione aggiuntiva (Saturday Night Wrist)
- Brian Virtue – registrazione e ingegneria del suono (Saturday Night Wrist)
- Brian Humphrey – registrazione e ingegneria del suono (Saturday Night Wrist)
- Joe Johnston – registrazione batteria (Saturday Night Wrist: traccia 3)
- Ryan Williams – missaggio (Saturday Night Wrist)
- Brian Warwick – assistenza missaggio (Saturday Night Wrist)
- Nick Raskulinecz – produzione (Diamond Eyes e Koi no yokan) missaggio (Diamond Eyes: tracce 2-11)
- Paul "Fig" Figuerda – registrazione e ingegneria del suono (Diamond Eyes)
- Chris Lord-Alge – missaggio (Diamond Eyes: traccia 1)
- Keith Armstrong – assistenza tecnica (Diamond Eyes: traccia 1)
- Nik Karpen – assistenza tecnica (Diamond Eyes: traccia 1)
- Brad Townsend – ingegneria del suono aggiuntiva (Diamond Eyes)
- Andrew Schubert – ingegneria del suono aggiuntiva (Diamond Eyes)
- Matt Hyde – registrazione, ingegneria del suono e produzione aggiuntiva (Koi no yokan)
- Steve Olmon – assistenza tecnica (Koi no yokan)
- Rich Costey – missaggio (Koi no yokan)
- Chris Kasych – ingegneria ProTools (Koi no yokan)
- Eric Slip – assistenza al missaggio (Koi no yokan)